# Scaptodrosophila chandraprabhiana
Scaptodrosophila chandraprabhiana är en tvåvingeart som först beskrevs av Gupta och Ray-chaudhuri 1970.  Scaptodrosophila chandraprabhiana ingår i släktet Scaptodrosophila och familjen daggflugor. Inga underarter finns listade i Catalogue of Life.